# Billiart Szent Júlia
Billiart Szent Júlia, születési nevén Marie-Rose-Julie Billiard (Cuvilly, 1751. július 12. – Namur, 1816. április 8.) francia katolikus apáca, rendalapító, akit a katolikus egyház 1969. június 22-én szentté avatott.

## Élete
Marie-Rose-Julie Billiard egy kisparaszti családban nevelkedett. 1773-ban – huszonkét éves korában - mindkét lába megbénult. Rendkívüli türelemmel viselt betegsége alatt vallási élete elmélyült. Ágyából oktatta katekézisre a környékbeli gyermekeket, és engedélyt kapott - abban az időben nagyon jelentős kivételként – a napi szentáldozásra.

A francia forradalom kitörésekor Amiens-be költözött, ahonnan a forradalmi kormányra esküt nem tévő papokat segítette. Ekkor ismerkedett meg Françoise Blin de Bourdonnal, aki a későbbi rendalapításánál is segítette. Júlia hitoktatónőként akart tevékenykedni, és lassanként kibontakozott körükben az az eszme, hogy a szegények és nincstelenek oktatására kongregációt alapítsanak. 1803-ban Joseph-Désiré Varin lett a lelkivezetője, aki az amiens-i püspök beleegyezésével támogatta őket a Miasszonyunk nővérei kongregáció alapításának ötletében, amely árva gyermekek oktatásának szentelné magát. Júliát és madame Blin de Bourdont megragadták ezek a tervek, azonban a Júliát mozdulatlanságra ítélő betegség nagy akadályt gördített a megvalósítás útjába. 1804. június 1-jén, a Szent Szív ünnepén Júlia csodás módon meggyógyult bénaságából. Ekkor három társával október 15-én örök fogadalmat tett, és megalapította a Miasszonyunk namuri nővérei kongregációt, amelynek ő lett az általános elöljárónője. Két másik rendalapítása is volt, az amersfoorti (Hollandia) és a coesfeldi (Németország) nővérek. Ingyenes iskolákat, árvaházakat és tanítónőképzőt szerveztek. Szabályzatukat Varin szerkesztette meg. A jezsuitákéhoz hasonló jámborságra, Jézus és Mária Szívének tiszteletére neveltek, és célként a nép közötti apostolkodás követelményeihez alkalmazkodtak. 1809. január 15-én Namurbe költöztek, az amiens-i árvaházat ideiglenesen a Szent Szív Intézet nővéreire bízták.
Biliart Júliát 1906-ban X. Piusz pápa boldoggá, 1969. június 22-én VI. Pál pápa szentté avatta. Ünnepe április 8-án van.